# Inundaciones de Emilia-Romaña de 2023

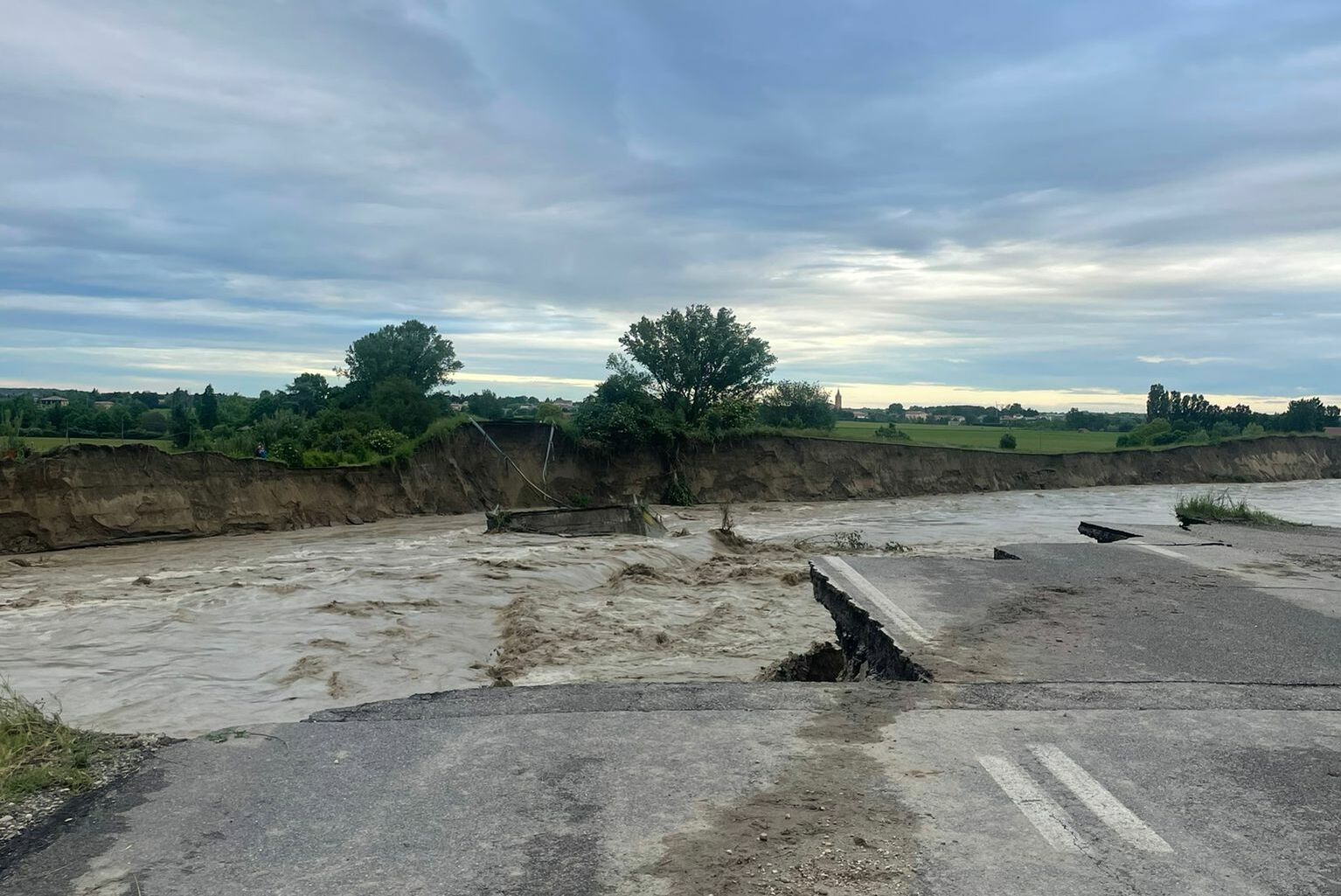
El 'Ponte della Motta', derrumbado tras la inundación en Emilia Romagna, el 26 de mayo de 2023.

Una serie de inundaciones ocurrieron en y alrededor de las ciudades de Bolonia, Cesena, Forlì, Faenza, Ravenna y Rimini, en la región de Emilia-Romaña de Italia. Las primeras inundaciones ocurrieron entre el 2 y el 3 de mayo de 2023 y causaron la muerte de dos personas. Inundaciones más severas estuvieron en curso  desde el 16 de mayo de 2023, matando al menos a 15 personas y desplazando a otras 50,000.
La misma cantidad de lluvia que suele caer en siete meses cayó en dos semanas, provocando el desbordamiento de veintitrés ríos en toda la región. En algunas áreas, casi la mitad del promedio anual de lluvia cayó en solo 36 horas. Además, se produjeron 300 deslizamientos de tierra en la zona y se inundaron 43 ciudades y pueblos. El monto provisional de los daños ascendió al menos a € 7 mil millones (US $ 7,5 mil millones).

## Historia meteorológica
Después de meses de sequía severa, las fuertes lluvias azotaron la región italiana entre el 2 y el 3 de mayo de 2023, particularmente en las provincias de Bolonia y Rávena. Algunos ríos se desbordaron en Emilia-Romagna, causando grandes daños en las llanuras y matando a dos personas. El 12 de mayo, la ciudad metropolitana de Bolonia se vio afectada por lluvias torrenciales y tormentas eléctricas que provocaron inundaciones menores. Los efectos prolongados de la sequía y el clima persistente impidieron el drenaje del suelo y el 16 de mayo, una tormenta sinóptica, conocida como Minerva, azotó la región con fuertes lluvias y tormentas eléctricas ininterrumpidas durante casi dos días.
La tormenta terminó en la tarde del 17 de mayo, pero también se produjeron otras inundaciones en los días siguientes. En concreto, la localidad de Lugo, cerca de Rávena, quedó completamente inundada la mañana del 18 de mayo, mientras que Russi, en la misma zona, fue evacuada el 19 de mayo por el desbordamiento del canal Emilia-Romaña El 19 de mayo la lluvia volvió a caer y al día siguiente la alerta seguía vigente en el territorio de Rávena.

## Efectos
El 17 de mayo, Stefano Bonaccini, presidente de Emilia-Romagna, afirmó que "en las últimas 24 horas han caído más de 300 milímetros de lluvia" y calificó las inundaciones como un "evento catastrófico, nunca antes visto". Más tarde, Bonaccini también comparó el impacto de las inundaciones con los terremotos de Emilia de 2012, afirmando que era probable que los daños fueran menos significativos pero que aun así le costarían a la región varios miles de millones de euros.
Luca Mercalli, presidente de la Sociedad Meteorológica Italiana, afirmó que "se rompieron dos récords en 15 días en la misma región. Un evento como el que ocurrió el 2 de mayo puede ocurrir una vez en un siglo, pero luego otro golpea las mismas áreas". solo 15 días después".  Durante una entrevista en Rai Radio 1 el 18 de mayo de 2023, Gilberto Pichetto Fratin, Ministro de Medio Ambiente, anunció que el gobierno italiano activaría el estado de calamidad para todas las áreas dañadas por el inundaciones a partir del 23 de mayo. La decisión, que debía recibir la aprobación oficial del Ministerio de Agricultura, tenía como objetivo ayudar a los trabajadores agrícolas a tener un acceso más fácil a las indemnizaciones y otras medidas económicas. En la misma entrevista, Pichetto Fratin anunció la activación con efecto inmediato de un paquete de reactivación económica nacional, que suspendería el pago de impuestos y contratos de préstamo para todos los ciudadanos y empresas afectadas por las inundaciones; también anticipó la introducción de un plan nacional de adaptación al cambio climático, reconociendo el impacto significativo del cambio climático en la creciente frecuencia de desastres naturales en Italia y en todo el mundo.
Muchos eventos en la región fueron cancelados o retrasados debido a las inundaciones. En toda el área metropolitana de Bolonia, junto con muchos cierres de carreteras, se cancelaron todas las escuelas y actividades culturales y se alentó encarecidamente a las personas a trabajar desde casa. La carrera divertida anual de la ciudad "StraBologna" también se pospuso.

## Consecuencias
Las inundaciones provocaron la muerte de 14 personas (1 en la provincia de Bolonia, 6 en la de Ravenna, 7 en la de Forlì-Cesena, la evacuación de otras 36 000), la interrupción del suministro eléctrico de 34 000 viviendas, el derrumbe o debilitamiento de puentes. Trescientos derrumbes causaron daños, o al menos cortes, en más de 500 vías.
El Gran Premio de Emilia-Romaña de Fórmula 1, previsto a disputarse el 21 de mayo, fue cancelado los días previos. La categoría anunció el pago de una donación de 1 millón de euros a los damnificados, mientras que el fabricante italiano Ferrari se comprometió a pagar la misma suma.